# Wohn- und Wirtschaftsgebäude Schlipp 8
Das Wohn- und Wirtschaftsgebäude Schlipp 8 in der niedersächsischen Gemeinde Geestland, Ortsteil Sievern, im Landkreis Cuxhaven, stammt aus der zweiten Hälfte des 19. Jahrhunderts.
Aktuell (2024) wird es wohl als Wohnhaus und gewerblich genutzt.
Das Gebäude steht unter Denkmalschutz (siehe auch Liste der Baudenkmale in Geestland).

## Beschreibung
Das Dorf Sievern brannte 1857 fast vollständig ab. Der Wiederaufbau geschah planmäßig entlang der Straßen Schlipp und der Lange Straße mit giebelständigen Backsteinbauten.
Das eingeschossige giebelständige Gebäude in Backstein als Hallenhaus, mit Steilgiebel und Satteldach, symmetrischer Straßenfassade und der Grooten Door mit Korbbogen sowie mit rundbogigen Mistgangtüren und Fenstern u. a. zur Belichtung des Dachbodens, wurde 1857 (Inschrift) gebaut.
Auf der Hofanlage stehen weitere nicht denkmalgeschützte Gebäude.
Das Landesdenkmalamt befand u. a.: „… aus geschichtlichen und städtebaulichen Gründen wegen des orts- und siedlungsgeschichtlichen, gebäudetypischen, straßen- und ortsbildprägenden Zeugniswerts …“